# Karogs
«Karogs» («Карогс», в переводе «Знамя») — существовавший в 1940—2010 годах латышский литературно-художественный и общественно-политический ежемесячный журнал, орган Союза писателей Латвийской ССР.

## История
Журнал начал выходить в 1940 году после образования Латвийской ССР, издавался в Риге, на латышском языке.
Первым главным редактором журнала был писатель Андрей Упит, в первую редколлегию журнала входили Вилис Лацис, Жан Спуре, Арвидс Григулис.
Журнал выходил один раз в месяц до июня 1941 года, когда на территорию Латвии вошли немецко-фашистские войска.
В годы Великой Отечественной войны журнал выходил в Москве как ежегодный альманах латышской литературы, всего вышло три номера.
После освобождения Латвии с января 1945 года журнал опять стал ежемесячником. Редколлегию составили Ян Судрабкалн, Анна Саксе, Фрицис Рокпелнис, Юлий Ванагс.
В 1953-1966 годы поэтическим редактором журнала был Арвидс Скалбе, с 1966 года он возглавлял поэтический отдел журнала.
Отдел прозы с 1977 года возглавлял Антон Станкевич, в отделе критики работали Инта Чакла, Имант Аузиньш.
В журнале печатались произведения латышской литературы, а также переводы из литератур других народов СССР, имелись отделы критики, публицистики и библиографии, журналом уделялось большое внимание вопросам развития советской литературы и воспитанию советских писателей.
На 1972 год тираж журнала составлял 23 тысячи экземпляров.
В истории издания журнала был только один год 1991-й — когда вышло пара объединённых номеров.
После развала СССР и создания независимой Латвии журнал переживал трудное время, последнее время журнал издавался при поддержке фонда Valsts kultūrkapitāla fonds (VKKF), и несмотря на усилия редакции тираж снизился более чем в десять раз — в 2000-х годах тираж составлял 2000 экземпляров.
В 2010 году издание было закрыто — Министерство культуры Латвии отказалось финансировать журнал.

Очень, очень плохо. Не знаю, что в Латвии может заполнить это пространство — уже и так трудно литераторами с опубликованием, потому что латышской литературы в рынке очень мало, и читателей становится все меньше и меньше. «Знамя», по крайней мере, дало возможность показать, что происходит в Латвии в литературе.— латвийский писатель Марис Берзиньш (Māris Bērziņš), 2009 год
В 2013 году было отмечено, что несмотря на наличие в Латвии четырёх журналов позиционирующих себя как литературные, реально литературно-критическую жизнь страны никто не отражает, журнал молодых писателей «Luna» прекратил деятельность в 2004 году, а начавший выходить в 2010 году на смену журналу «Karogs» рижский журнал «Latvju Teksti» был закрыт через пять лет:

## Главные редакторы
- 1940—1946 — Андрей Упит
- 1946—1948 — Игнатс Муйжниекс
- 1948—1963 — А. Балодис
- 1964—1967 — Карлис Краулиньш
- 1967—1989 — Андрис Веян
- 1989—2000 — Мара Залите
- 2000—2003 — Марис Чаклайс
- 2003—2010 — Иева Колмане